# Eduard Jüngerich
Eduard Jüngerich (* 13. September 1872 in Verviers, Belgien; † 13. Mai 1935 in Berlin-Wilmersdorf) war ein deutscher Architekt, Stadtplaner und Baubeamter. Zwischen 1913 und 1930 prägte er die bauliche Entwicklung der Industriestadt Oberhausen.

## Leben
Nach dem Gymnasium Athenaeum in Verviers besuchte Jüngerich das Realgymnasium in Bielefeld. Dort schloss er 1892 mit dem Abitur ab. Dann begann er ein Studium an der Technischen Hochschule Karlsruhe. Noch im gleichen Jahr wechselte er an die Technische Hochschule Hannover, wo er bei Conrad Wilhelm Hase und Karl Mohrmann Architektur studierte. Erneut wechselte er den Studienort, indem er nach Aachen zog. Dort und in Köln arbeitete er während der Semesterferien bei verschiedenen Architekten. An der Rheinisch-Westfälischen Technischen Hochschule Aachen schloss er 1896 sein Studium mit der Großen Staatsprüfung ab. Eine Arbeit, die mit einem Staatspreis ausgezeichnet wurde, ermöglichte ihm eine dreimonatige Reise durch Italien. Bis 1897 arbeitete er einige Monate in München, wo er bei Emanuel von Seidl und  bei Theodor Fischer im städtischen Hochbauamt beschäftigt war. 1897/1898 leistete er als Einjährig-Freiwilliger einen Militärdienst in München. 1899 wurde er in Düsseldorf als Regierungsbauführer in der staatlichen Hochbauverwaltung angestellt und 1902 zum Regierungsbaumeister befördert. 1903 wurde er nach Berlin versetzt; anschließend wirkte er in gleicher Funktion und gleichem Dienstrang bis 1907 in Kassel. 1907 trat er unter Reinhold Kiehl als Stadtbauinspektor in die Dienste der Stadt Rixdorf (heute Berlin-Neukölln). Im folgenden Jahr wurde er Stadtbaurat in Oppeln. Am 8. September 1913 wurde er unter Berthold Otto Havenstein zum Beigeordneten und Stadtbaurat von Oberhausen gewählt. Am 3. Juli 1925 erfolgte seine Wiederwahl. Am 21. Mai 1930 wurde er in den Ruhestand versetzt. Ende 1933 zog er mit seiner Frau und Tochter nach Berlin-Wilmersdorf (Sächsische Straße 24). Dem Umzug nach Berlin war im Verlauf des Jahres 1933 seine Entlassung aus dem Beamtenstatus auf der Grundlage des Berufsbeamtengesetzes vorangegangen.
Jüngerichs Bedeutung für die Stadtentwicklung Oberhausens liegt in der Initiierung einer umfassenden Stadtplanung, deren Konzepte er in enger Zusammenarbeit mit dem um 1920 eingestellten Architekten Ludwig Freitag entwickelte. Auf altindustriellen Flächen, die bereits zu Beginn des 20. Jahrhunderts einer planerischen Konversion unterzogen wurden, entwickelten sie Plätze, Bauten und Grünlagen in den Formen des Backsteinexpressionismus und des Neuen Bauens, die zu Wahrzeichen Oberhausens avancierten.

## Werke (Auswahl)

### Architektur/Stadtplanung
- Städtisches Elektrizitätswerk Oppeln (Fertigstellung 1908)
- Industrieplatz (heute Friedensplatz Oberhausen, 1913)
- mit Ludwig Freitag: Polizeipräsidium Oberhausen (1924–1926)
- Reichsbank Oberhausen (1924–1927)
- Schulgebäude Küppers Hof 15 in Oberhausen (heute Havenstein-Schule, 1925/1926)
- mit Ludwig Freitag: Rathaus Oberhausen und Grillopark (1927–1930, Fortentwicklung eines Wettbewerbsentwurfes von Friedrich Pützer von 1910)
- mit Ludwig Freitag: Arbeitsamt Oberhausen an der Danziger Straße 11–13 (1929)
- Realschule Lothringer Straße, Oberhausen

### Schrift
- mit Kurt Richter: Der Neubau der städtischen Realschule zu Oppeln. Oppeln 1914 (Digitalisat)